# Milwich
Milwich är en ort och civil parish i Storbritannien.   Den ligger i grevskapet Staffordshire och riksdelen England, i den södra delen av landet, 200 km nordväst om huvudstaden London. Milwich ligger 131 meter över havet och antalet invånare är 418.
Terrängen runt Milwich är platt, och sluttar söderut. Runt Milwich är det ganska tätbefolkat, med 248 invånare per kvadratkilometer. Närmaste större samhälle är Stoke-on-Trent, 16,0 km nordväst om Milwich. Trakten runt Milwich består i huvudsak av gräsmarker.